# Trzciniec (powiat siedlecki)
Trzciniec – wieś w Polsce położona w województwie mazowieckim, w powiecie siedleckim, w gminie Skórzec.  Ma status sołectwa. Leży na lewym brzegu niewielkiej rzeki Kostrzyń (około 0,5 km odległości).
Wierni Kościoła rzymskokatolickiego należą do parafii św. Andrzeja Boboli w Rudzie Wolińskiej.
Wieś szlachecka  Trzciniec położona była w drugiej połowie XVI wieku w powiecie garwolińskim  ziemi czerskiej województwa mazowieckiego. W latach 1975–1998 miejscowość należała administracyjnie do województwa siedleckiego.
We wsi funkcjonowała Szkoła Podstawowa, która kształciła uczniów klas I-III.
Trzciniec reprezentowany jest na festiwalach o skali krajowej przez członkinie Koła Gospodyń Wiejskich.
W Trzcińcu znajduje się również Ochotnicza Straż Pożarna, którą w 1926 założył Stanisław Pietrak. W 2012 został nadany sztandar. W 2016 obchodziła ona swoje 90-lecie istnienia. OSP ma około 30 członków. 
Od 10 grudnia 2021 OSP ma na swoim wyposażeniu średni samochód ratowniczo-gaśniczy GBA 1,6/16 MAN. Samochód został  przekazany w ramach współpracy z gminą Mühlenbecker w Niemczech za symboliczne 1 euro.
W Trzcińcu urodził się Stanisław Sulej – żołnierz Batalionów Chłopskich.